# 消費者の権利
消費者の権利（しょうひしゃのけんり）とは、1962年に、ジョン・F・ケネディによって提唱された、消費者が持っている権利である。
ケネディが提唱した権利の、以下の4つを『消費者4つの権利』と言う。
- 安全である権利
- 知らされる権利
- 選択できる権利
- 意見を反映させる権利

また1975年、ジェラルド・R・フォードによって
- 消費者教育を受ける権利

が追加され、消費者5つの権利と呼ばれるようになる。
1980年に国際消費者機構（CI）が追加した
- 被害救済を求める権利
- 基本的な需要が満たされる権利
- 健全な環境を求める権利

を含め、消費者8つの権利と呼ばれている。
8つの権利は、2004年施行の消費者基本法にも明記され、日本においても、消費者が持っている権利であるということが、法律で明文化された。